# Simorre
Simorre är en kommun i departementet Gers i regionen Occitanien i sydvästra Frankrike. Kommunen ligger i kantonen Lombez som tillhör arrondissementet Auch. År 2022 hade Simorre 695 invånare.

## Befolkningsutveckling
Antalet invånare i kommunen Simorre
Referens:INSEE